# کریستوفر بوشنر
کریستوفر بوشنر (انگلیسی: Christoph Buchner؛ زادهٔ ۲۳ ژوئیهٔ ۱۹۸۹) بازیکن فوتبال اهل آلمان است.
از باشگاه‌هایی که در آن بازی کرده‌است می‌توان به باشگاه فوتبال زاربروکن، باشگاه فوتبال کایزرسلاوترن، و باشگاه فوتبال کمنیتس اشاره کرد.